# Stiefel (drinkglas)

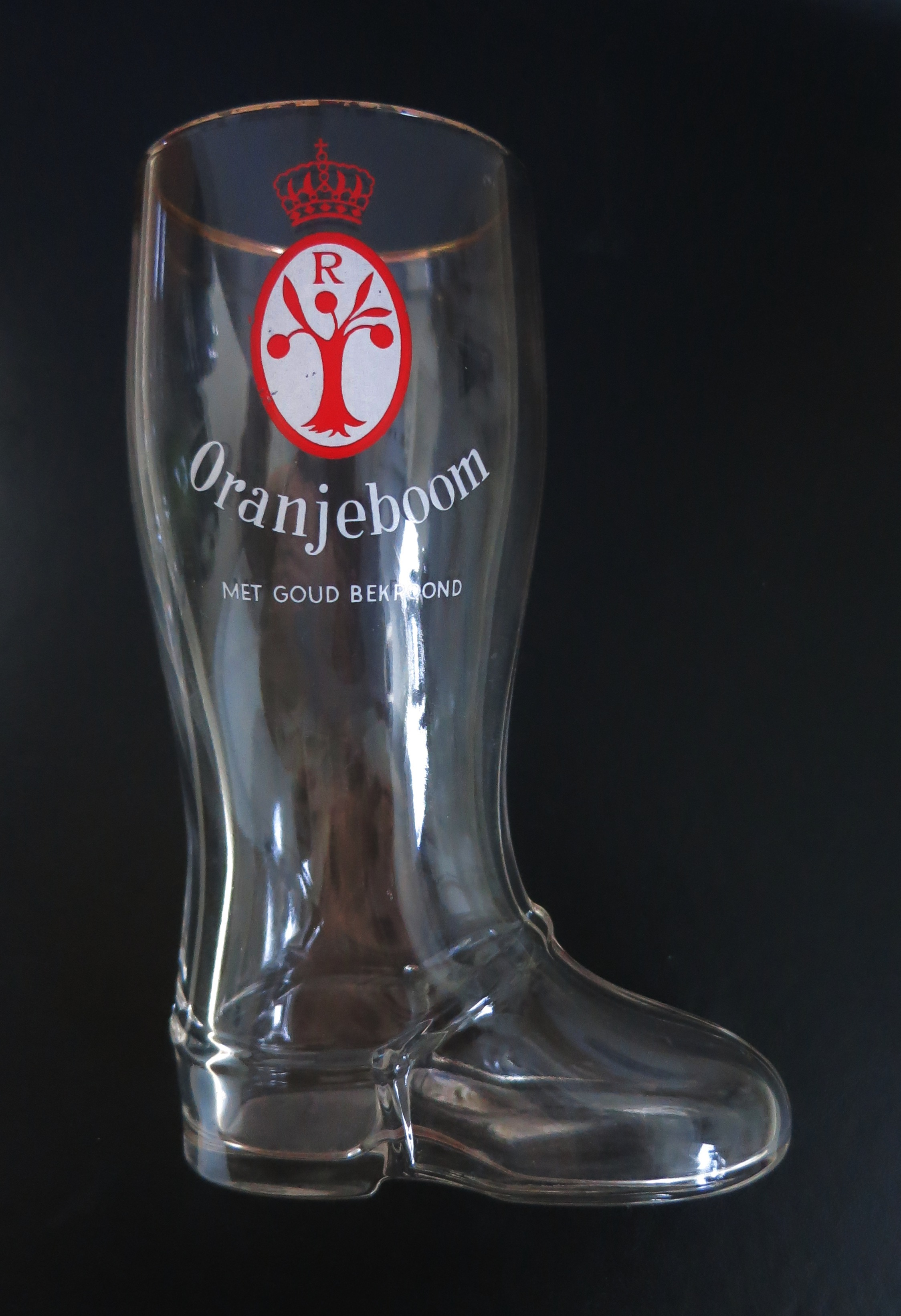
Oranjeboom laarsje (1960)

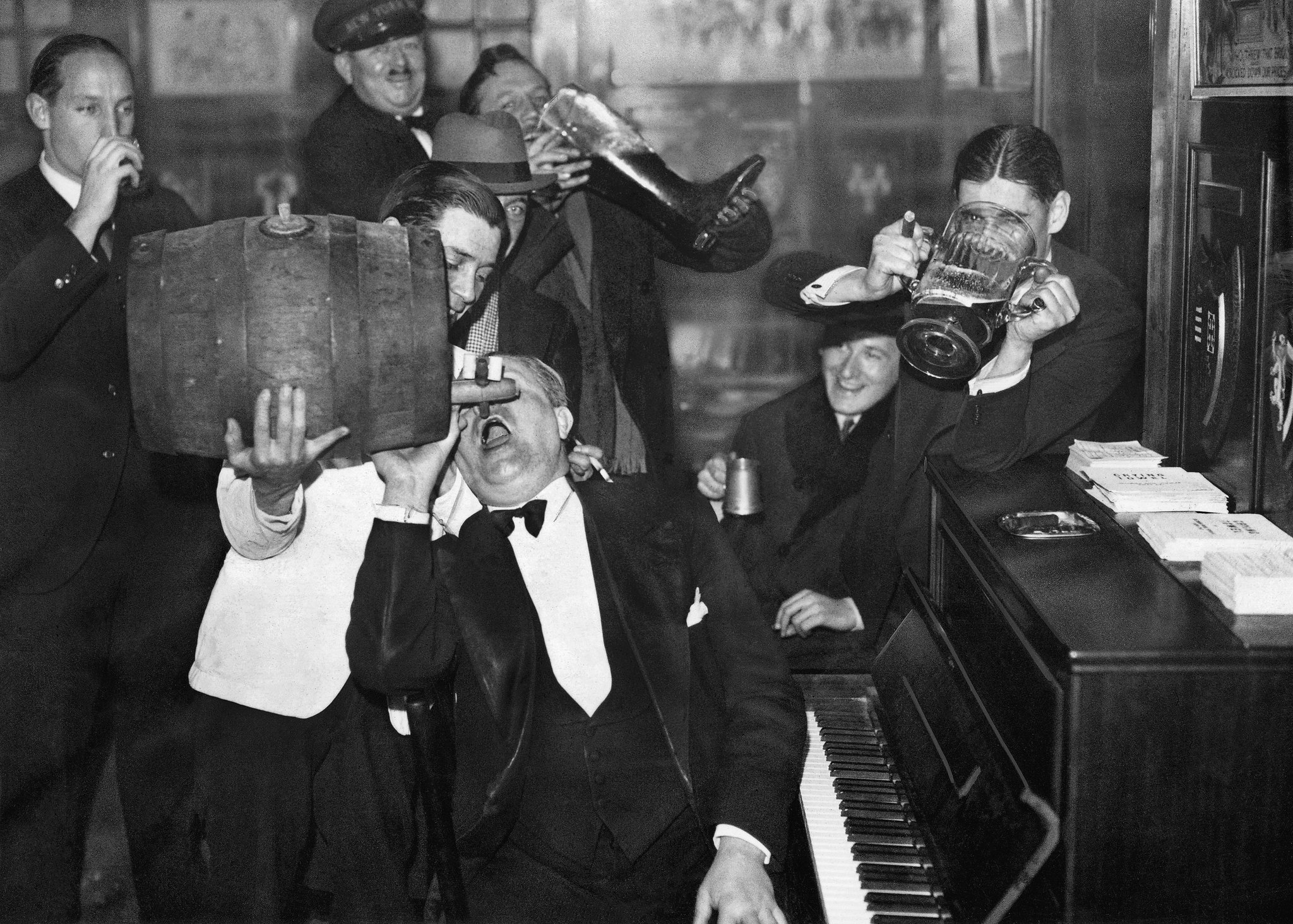
Amerikanen vieren het eind van de drooglegging (1933). De man middenachter zet een grote bierlaars aan de mond.

Een stiefel (Duits voor laars), is een laarsvormig bierglas. In Nederland en Vlaanderen wordt dit model glas meestal aangeduid als een bierlaarsje of biervoetje. 
In Duitsland en Oostenrijk werd dit model glas al in de 19e eeuw gebruikt bij drinkspelletjes. In Nederland heeft de Rotterdamse bierbrouwerij Oranjeboom in 1960 als eerste een laarsje in omloop gebracht. Dit Oranjeboom laarsje had een strijkmaat van 35 cl en was niet direct voor drinkspelletjes bedoeld. Oranjeboom wilde zich met dit opvallende glas vooral van andere Nederlandse brouwerijen onderscheiden. Nadien hebben andere brouwerijen echter eveneens laarsjes in hun assortiment opgenomen. Ook hebben verschillende Nederlandse brouwerijen in de jaren zestig en zeventig onder hun horeca-afnemers grote laarzen verspreid, die wèl voor drinkspelletjes waren bedoeld. Er zullen ongetwijfeld ook horecazaken zijn geweest die deze opvallende glazen alleen als sierobject hebben gebruikt.

## Drinkspel
Bij het drinkspel genaamd stiefelen is het de bedoeling dat het laarsvormige bierglas rondgaat in een groep. Elke deelnemer moet een slok uit het glas nemen, waarbij de punt van de laars telkens naar boven gericht dient te zijn. Wanneer het glas bijna leeg is vormt zich in de punt van de laars een luchtbel, die het bier uit de punt plotseling naar buiten doet gulpen. Omdat deze hoeveelheid bier doorgaans niet te behappen valt, leidt dat tot geknoei en hilariteit. De persoon die het bier in de nek loopt betaalt de stiefel. Bij een andere variant van het spel is het juist de persoon die de laatste normale slok uit het glas neemt degene die het bier moet betalen. Dit drinkspel wordt gespeeld met grote glazen met een inhoud van 80 cl of meer.

## Oudere betekenis
In vroeger eeuwen werd onder het begrip bierlaars een grote bierdrinker oftewel een dronkaard verstaan.